# Juorkuna och Mätäsjärvi
Juorkuna och Mätäsjärvi eller Juorkunajärvi är en sjö i Finland. Den ligger i kommunen Utajärvi i landskapet Norra Österbotten, i den centrala delen av landet, 500 km norr om huvudstaden Helsingfors. Juorkuna och Mätäsjärvi ligger 115,9 meter över havet. Arean är 2,49 kvadratkilometer och strandlinjen är 14,91 kilometer lång. Sjön  ingår i Kiminge älvs huvudavrinningsområde. 